# Eldfrid
Eldfrid är ett fornnordiskt kvinnonamn som är sammansatt av orden eld och frid som betyder skön eller älskad.
Den 31 december 2014 fanns det en enda kvinna folkbokförd i Sverige med namnet Eldfrid.
Namnsdag: saknas